# Rustem Kasbekowitsch Kelechsajew
Rustem Kasbekowitsch Kelechsajew (russisch Рустем Казбекович Келехсаев; englische Transkription: Rustem Kazbekovich Kelekhsaev; * 10. Februar 1969 in Balakowski, Kalmückien, Sowjetunion) ist ein ehemaliger Ringer, der für die Sowjetunion, die Gemeinschaft Unabhängiger Staaten und für Russland startete. Er wurde 1993 und 1994 Europameister im freien Stil im Mittelgewicht.

## Werdegang
Rustem Kelechsajew begann als Jugendlicher mit dem Ringen und konzentrierte sich dabei auf den freien Stil. Als Erwachsener trat er in die russische Armee ein und wurde Mitglied des Armeesportclubs Wladikawkas. Trainiert wurde er hauptsächlich von Marik Tedejew. Nach dem Ausscheiden aus der Armee studierte er Jura an der Staatlichen Universität von Nord-Ossetien in Wladikawkas. Nach dem Ende seiner Ringerlaufbahn wurde er Parlamentsabgeordneter der russischen Teilrepublik Nordossetien-Alanien. Jetzt ist er Minister für Jugend und Sport von Nordossetien-Alanien.
Bis 1991 startete Kelechsajew für die Sowjetunion, 1992 für die GUS und ab 1993 für Russland. Seinen ersten Start bei einer internationalen Meisterschaft absolvierte er 1988. Dabei wurde er in Wałbrzych Junioren-Europameister (Altersgruppe Espoirs) im Mittelgewicht vor Sebahattin Öztürk, Türkei und Krasimir Kostow, Bulgarien. Im weiteren Verlauf seiner Karriere kam er nur bei einigen internationalen Meisterschaften zum Einsatz. Das lag daran, dass die Konkurrenz an guten Ringern in der Sowjetunion, aber auch später in Russland enorm groß war. Seinen nächsten Start bei einer internationalen Meisterschaft hatte er deshalb erst wieder im Jahre 1992. Er startete dabei bei der Europameisterschaft in Kaposvár und belegte im Mittelgewicht hinter Sebahattin Öztürk und László Dvorák aus Ungarn den 3. Platz.
1993 wurde Rustem Kelechsajew in Istanbul Europameister vor dem Lokalmatador Sebahattin Öztürk. Alexander Sawko aus der Ukraine und Nicolae Ghiță aus Rumänien belegten die nächsten Plätze. 1994 gelang es Rustem Kelechsajew  diesen Titel in Rom zu verteidigen. Er siegte dort vor Luchman Dschabrailow, Moldawien, Hans Gstöttner, Deutschland und Alexander Sawko. In diesem Jahr kam er auch erstmals bei einer Weltmeisterschaft zum Einsatz. In Istanbul erreichte er aber in seinem Pool keinen Platz unter den ersten fünf Ringern. Er schied deshalb aus und wurde mit allen Ringern, die in ihren jeweiligen Pools nicht unter die ersten fünf kamen, auf den 11. Platz gesetzt. Weltmeister wurde übrigens Luchman Dschabrailow, den er im Finale der Europameisterschaft von Rom noch besiegt hatte.
1995 war Rustem Kelechsajew noch beim Weltcup in Chattanooga am Start, bei dem er im Mittelgewicht hinter Kevin Jackson aus den Vereinigten Staaten den 2. Platz belegte. Zu weiteren Einsätzen bei internationalen Meisterschaften kam er nicht mehr.

## Internationale Meisterschaften
| Jahr | Platz | Wettbewerb                         | Gewichtsklasse | Ergebnisse                                                                                                  |
| 1988 | 1.    | Junioren-EM (Espoirs) in Wałbrzych | Mittel         | vor Sebahattin Öztürk, Türkei, Krasimir Kostow, Bulgarien und Volker Tuber, DDR                             |
| 1992 | 3.    | EM in Kaposvár                     | Mittel         | hinter Sebahattin Öztürk und László Dvorák, Ungarn, vor Jozef Miemec, Polen und Hans Gstöttner, Deutschland |
| 1992 | 2.    | Welt-Cup in Moskau                 | Mittel         | hinter Royce Alger, USA, vor Mussa Momeni, Iran                                                             |
| 1993 | 1.    | EM in Istanbul                     | Mittel         | vor Sebahattin Öztürk, Alexander Sawko, Ukraine und Nicolae Ghiță, Rumänien                                 |
| 1994 | 1.    | EM in Rom                          | Mittel         | vor Luchman Dschabrailow, Moldawien, Hans Gstöttner und Alexander Sawko                                     |
| 1994 | 11.   | WM in Istanbul                     | Mittel         | Sieger: Luchman Dschabrailow vor Sebahattin Öztürk, Hans Gstöttner und Nicolae Ghiță                        |
| 1995 | 2.    | Welt-Cup in Chattanooga            | Mittel         | hinter Kevin Jackson, USA, vor Yalcin Ördemir, Türkei und Justin Abdou, Kanada                              |

## Erläuterungen
- alle Wettbewerbe im freien Stil
- WM = Weltmeisterschaft, EM = Europameisterschaft
- Mittelgewicht, Gewichtsklasse bis 82 kg Körpergewicht